# شهرستان چیو
شهرستان چیو (به لاتین: Qiu County) یک شهرستان‌های جمهوری خلق چین در چین است که در هاندان واقع شده‌است.